# Leč (jednotka)
Leč je stará česká jednotka plošného obsahu užívaná zejména v lesnictví. 
Podle pramenů z 18. století tvořil jednu leč čtverec o straně 6 tenat po 120 loktech. Jedna leč se tedy rovna 36 čtverečním tenatům, tedy 518400 čtverečních loktů, což bylo přibližně 18,13 ha. Jedna leč tedy velmi přibližně odpovídala jednomu lánu.

## Použitý zdroj
- Malý slovník jednotek měření, vydalo nakladatelství Mladá fronta v roce 1982, katalogové číslo 23-065-82